# Анабарский щит
Анаба́рский щит — куполообразный выступ древнего фундамента Сибирской платформы на севере Среднесибирского плоскогорья (Якутия). Сложен гнейсами, кристаллическими сланцами архея (древнее 2,3–2,5 млрд. лет), которые прорваны интрузиями гранитов, основных и ультраосновных пород. В рельефе щиту соответствует Анабарское плато с высотами до 905 м. Глубоко расчленено речными долинами со следами древнего оледенения. На северо-востоке находится Попигайский кратер. Климат резко континентальный, с переходом к субарктическому, с крайне суровыми, продолжительными зимами и прохладным летом. По долинам редкая лиственничная тайга, на вершинах горная тундра и каменные развалы.